# شچرک
شچرک (به لهستانی:  Szczyrk) یک منطقهٔ مسکونی در لهستان است که در شهرستان بیلسکو واقع شده‌است. شچرک ۳۹٫۰۷ کیلومتر مربع مساحت و ۵٬۸۶۰ نفر جمعیت دارد.